# Absorpcijski spekter
Absorpcíjski spékter (tudi absórpcijski ~) je spekter, ki ga dobimo pri absorpciji določenih frekvenc oziroma valovnih dolžin. Absorbirana valovna dolžina se pojavi kot temna črta (absorpcijska črta) na svetlem ozadju zveznega spektra. Absorpcijske črte v Sončevem spektru so Fraunhoferjeve črte. Kadar absorber ni sestavljen le iz posameznih atomov temveč iz molekul, govorimo o absorpcijskih trakovih, ki so sestavljeni iz velikega števila bližnjih absorpcijskih črt (trakasti spekter). Močno kopičenje absorpcijskih črt lahko povzroči popolno neprepustnost za sevanje določenih valovnih dolžin.
O absorpcijskem spektru govori tretji Kirchhoffov zakon iz spektroskopije.
Absorpcijski spekter dobimo, če usmerimo curek bele svetlobe (zvezni spekter) na primer iz žarnice in emisijski spekter vodika iz Geisslerjeve cevi skozi trikotno optično prizmo. Svetloba se lomi, pri čemer je lomni količnik odvisen od valovne dolžine. Različne barve se zato različno lomijo, močneje pa se lomi svetloba manjše valovne dolžine. Če imamo zaslon (fotografska plošča), kamor svetloba pada opazimo 4 črne črte na barvnem spektru. Razlog za nastanek teh črnih črt so diskretni energijski preskoki elektronov.